# 辽宁广播电视台交通广播
辽宁广播电视台交通广播（又称辽宁应急广播）是辽宁广播电视台的一个广播频率，也是辽宁省覆盖区域最广的调频广播。该频率实现了沈阳地区及沈阳——大连、沈阳——山海关、沈阳——丹东、沈阳——朝阳高速公路及沿线各城市的同频覆盖。

## 主要节目
- 新闻麻辣烫
- 麻辣第七天
- 辽沈全路况
- 阿宝龙哥路路通
- 交通气象
- 向快乐出发
- 动感车世界
- 振宇说交通
- 传说那些事
- 975车友俱乐部
- 电脑风云
- 交通故事会
- 龙哥修车行
- 娱乐香饽饽
- 体坛演义
- 哥俩侃房
- 畅通晚高峰
- 信不信由你
- 975夜书场

## 播出频率
- 沈阳（抚顺、铁岭）、大连、鞍山（辽阳）、本溪、丹东、营口、朝阳、葫芦岛（锦州）：FM 97.5MHz